# 明石鉄平
明石 鉄平（あかし てっぺい、1982年7月23日 - ）は、日本の俳優。神奈川県出身。身長178cm、血液型はA型。サイトウルーム所属。

## 人物
スペイン・バルセロナの私立ケンジントンスクール出身の帰国子女である。2003年から文学座付属演劇研究所の研修科生となり、2006年に同所を卒業。その後、慶應義塾大学理工学部を卒業。
文学座出身の俳優・殺陣師の渥美博に6年間師事していた。2009年よりサイトウルームに所属となり、舞台を中心に活動する。
特技は殺陣・アクション・英語・スペイン語など。

## 出演

### 舞台
- アイスクリームマン-中産階級の劇的休息-（2006年2月、文学座アトリエ[3]）
- 忠臣蔵〜いのち燃ゆるとき〜（2007年3月 - 4月、明治座）
- ワンス・アポン・ア・タイム・イン・京都 かげろふ人（2007年6月、ベニサン・ピット）
- 蝉しぐれ（2007年9月、大阪松竹座）
- 女ねずみ小僧〜目明かしの女房〜（2007年11月、明治座）
- 美ら島伝説〜暴れん坊将軍スペシャルII〜（2008年1月、新宿コマ劇場）
- 蝉しぐれ（2008年5月、明治座）
- 天勝物語（2008年、御園座 ほか）
- 幸せの行方〜お鳥見女房〜（2009年10月、明治座）
- 嗚呼、田原坂（2010年4月、明治座・御園座）
- 長崎ぶらぶら節（2010年7月、明治座）
- 女は遊べ物語（2010年9月、明治座）
- SAMURAI7（2010年11月 - 12月、青山劇場）
- 新説・天一坊騒動（2011年4月、明治座） - 柳永二郎 役
- 大奥 第一章（2011年 - 2013年、明治座 ほか） - 朝倉宣正 役
- SAMURAI7（2012年4月、青山劇場）
- リンダリンダ（2012年6月 - 8月、紀伊國屋サザンシアター/森ノ宮ピロティホール ほか）
- 夏影 さよならをするために2013（2013年1月 - 2月、シアター711） - 伊集院忠志 役
- アトノマツリ（2013年3月、シアターサンモール） - 申谷司 役
- ZUN（2013年9月、俳優座劇場）
- 渇いた太陽（2013年12月、シアタークリエ） - スコッティ 役
- 海峡の光（2014年4月、よみうり大手町ホール） - 木戸 役[5]
- 里見八犬伝（2014年10月 - 11月、新国立劇場 ほか）

### テレビドラマ
- マイ☆ボス マイ☆ヒーロー（2006年7月 - 9月、日本テレビ）
- DRAMA COMPLEX 私が私であるために（2006年10月、日本テレビ）
- ごくせん第3シリーズ 第10話（2008年6月、日本テレビ）
- ヤスコとケンジ（2008年7月 - 9月、日本テレビ）
- ハンチョウ〜神南署安積班〜 第10話（2009年6月、TBS） - 太田玲二 役
- 古代少女ドグちゃん 第7話（2009年11月、毎日放送）
- 傍聴マニア09〜裁判長!ここは懲役4年でどうすか〜 第9話（2009年12月、読売テレビ） - 真鶴 役
- 坂の上の雲 第3部（2011年12月、NHK） - 山崎厳亀 役
- 相棒（テレビ朝日）
  - season10 第14話（2012年2月） - 寺島徹 役
  - season17 第15話（2019年2月） - 田淵周作 役
- 宮部みゆきミステリー パーフェクト・ブルー 第6話（2012年11月、TBS） - 葉山健次郎 役
- ビター・ブラッド〜最悪で最強の親子刑事〜 第1話（2014年4月、フジテレビ）
- 神谷玄次郎捕物控2 第2話（2015年4月、NHK BSプレミアム） - 松造 役
- 池波正太郎時代劇 光と影 第6話（2017年12月、BSジャパン） - 佐藤勘助 役
- 大河ドラマ 西郷どん（2018年、NHK） - 奈良原喜八郎 役[6]

### 映画
- ハウルの動く城（2004年）
- SPINNING KITE（2011年） - 前田 役

### 配信ドラマ
- ロス:タイム:ライフ 第12節・親子篇（2010年6月、LISMO Channelほか）

### CM
- かどや「純正ごま油」のれん編（2012年）